# Almendra Dam
Almendra Dam är en dammbyggnad i Spanien.   Den ligger i provinsen Provincia de Zamora och regionen Kastilien och Leon, i den nordvästra delen av landet, 240 km väster om huvudstaden Madrid. Almendra Dam ligger 707 meter över havet. Arean är 7,9 kvadratkilometer.
Terrängen runt Almendra Dam är platt åt sydost, men åt nordväst är den kuperad. Runt Almendra Dam är det mycket glesbefolkat, med 6 invånare per kvadratkilometer. Närmaste större samhälle är Fermoselle, 8,1 km nordväst om Almendra Dam. 